# Día de la Lengua Francesa en las Naciones Unidas
El Día de la Lengua Francesa en las Naciones Unidas es una jornada que se celebra anualmente el 20 de marzo desde 2010, fue establecida por el Departamento de Información Pública de la ONU el 19 de febrero de ese mismo año.

## Proclamación
Con motivo del Día Internacional de la Lengua Materna, celebrado el 21 de febrero, el Departamento de Información Pública de las Naciones Unidas anunció el 19 de febrero de 2010 el lanzamiento de los Días de las Lenguas en las Naciones Unidas.  El multilingüismo en la Organización de las Naciones Unidas (ONU) es un reflejo de su compromiso con la inclusión, el respeto por la diversidad cultural y la promoción de la comprensión mutua entre los pueblos de diferentes regiones lingüísticas. La ONU reconoce seis idiomas oficiales: árabe (18 de diciembre), chino (20 de abril), español (23 de abril), francés (20 de marzo), inglés (23 de abril)y ruso (6 de junio) con el objetivo de promover su uso igualitario en todas las operaciones de la organización. Esta política multilingüe no solo facilita la comunicación efectiva y la participación de todos los Estados miembros, sino que también sirve como un instrumento para preservar y celebrar la rica diversidad lingüística y cultural del mundo.

## Celebración
El Día de la Lengua Francesa en las Naciones Unidas se celebra el 20 de marzo, esta fecha fue elegida en honor al aniversario de la creación de la Agencia de Cooperación Cultural y Técnica en 1970,  precursora de la Organización Internacional de la Francofonía (OIF) y coincidente con el Día Internacional de la Francofonía, establecido en 1988. La celebración reconoce al francés como uno de los idiomas oficiales de la ONU y destaca su rica herencia cultural y lingüística. Desde su inicio en 2010, se conmemora con actividades como proyecciones de películas, exposiciones de arte, conciertos y conferencias, enfatizando la importancia y diversidad del francés